# Touched by an Angel
Touched by an Angel (no Brasil; O Toque de um Anjo) é uma série de televisão de drama norte-americana que foi ao ar de 1994 a 2003. Ela descreve crônicas sobre as missões de um grupo de anjos enviados por Deus. A série foi criada por John Masius e produzida por Martha Williamson. Foi originalmente exibida pela CBS nos Estados Unidos. No Brasil foi exibido pela Rede Globo, Rede Bandeirantes e Rede 21, tendo sua última exibição no Brasil pela Warner Channel até 2007. A série teve um total de 212 episódios em 9 temporadas.
As histórias giravam em torno de uma pessoa, ou grupo de pessoas, que chegam a uma encruzilhada em suas vidas com um grande problema pela frente ou decisão difícil a tomar. Em seguida, entram em cena os anjos, trazendo mensagens diretamente de Deus e as ajudando nos seus problemas. Mônica, como anjo principal, sempre está aprendendo a ajudar os seres humanos em suas necessidades e dúvidas. 
Na estreia da série, a supervisora Tess (desempenhada pela cantora evangélica, atriz e pastora Della Reese) guia Mônica (Roma Downey) em seu primeiro trabalho no caso em que ela poderia ser promovida como anjo a partir de sua participação em uma operação de busca e salvamento.